# .ax
‎.ax‏ دامنه اختصاص داده شده به جزایر آلند است. این جزایر متعلق به فنلاند است.